# نازارنو سلستینی
نازارنو سلستینی (انگلیسی: Nazzareno Celestini; ۱۴ آوریل ۱۹۱۴ – ۷ ژوئن ۲۰۰۱) بازیکن فوتبال اهل ایتالیا بود.
از باشگاه‌هایی که در آن بازی کرده‌است می‌توان به باشگاه فوتبال آ.اس. رم اشاره کرد.